# أندي هال
أندي هال (بالإنجليزية: Andy Hall)‏ هو لاعب كرة قدم أمريكية أمريكي، ولد في 26 نوفمبر 1980 في تشيراو في الولايات المتحدة.

## وصلات خارجية
- أندي هال على موقع مرجع كرة القدم المحترفة.كوم (الإنجليزية)